# Euphorbia anthonyi
Euphorbia anthonyi är en törelväxtart som beskrevs av Townshend Stith Brandegee. Euphorbia anthonyi ingår i släktet törlar, och familjen törelväxter. Inga underarter finns listade i Catalogue of Life.